# Gerygone magnirostris
Gerygone magnirostris е вид птица от семейство Acanthizidae.

## Разпространение
Видът е разпространен в Австралия, Индонезия и Папуа Нова Гвинея.